# 黑田職隆
黑田職隆（1524年—1585年9月15日），日本戰國時代至安土桃山時代的武將。父親是黑田重隆（一説為小寺則職（『播磨鑑』））。

## 生平
在大永4年（1524年）於備前國福岡（現今岡山縣瀨戶內市）出生（『黑田家譜』、『備前軍記』）。初名滿隆（『寬政重修諸家譜』）。
仕於播磨國御着城城主小寺政職。天文12年（1543年），殺死政職的敵人香山重道。天文14年（1545年），娶政職的養女（明石正風的女兒）為妻，被列為家老，並被賜予小寺姓和偏諱（「職」字），改名為小寺職隆（有異説），成為播磨姬路城的城代。建立「百間長屋」，讓窮人和下級武士、職人、行商人等人居住等，形成收集情報的地方。
永祿7年（1564年），令浦上政宗的兒子清宗與自身的女兒（一說為兒子孝高的女兒（『備前軍記』）。另一說為養女）結婚，不過在婚宴中，因為父親重隆的舊主赤松政秀奇襲，浦上父子被殺死，於是與政秀對立。永祿10年（1567年）期間，把家督讓予兒子孝高，隱居在姬路城東南面的國府山城（別名妻鹿城、甲山城、功山城、袴垂城）。
永祿12年（1569年），在赤松政秀得到擁立足利義昭的織田信長屬下的池田勝正和別所安治支援，率領3千士兵進攻姬路城時，出城迎撃，在實弟井手友氏等戰死的情況下，為了救援兒子孝高，自身亦出兵，最後戰勝（青山土器山之戰）。
此後，主君小寺政職投向織田氏。天正6年（1578年），攝津國有岡城城主荒木村重背叛織田氏，政職亦與之呼應。兒子孝高為了說服村重降服而進入有岡城，不過失敗，反被捕縛並困入牢中。因為孝高被囚禁，在音信不通的情況下，黑田氏變成沒有當主的狀態，此時，收到孝高的重臣7人連署，在當主不在期間發誓聽命的書狀（『黑田家文書』）。於是，在孝高被救出前，復歸黑田家當主之位，並沒有投向背離織田氏的小寺氏，而展示出繼續臣從於織田氏的姿態。天正8年（1580年），在荒木村重的謀反被鎮壓，小寺政職逃亡後，秘密帶走並養育政職的兒子氏職。如此清廉且忠義受到羽柴秀吉讚賞，後來，被任命為姬路城的留守居。

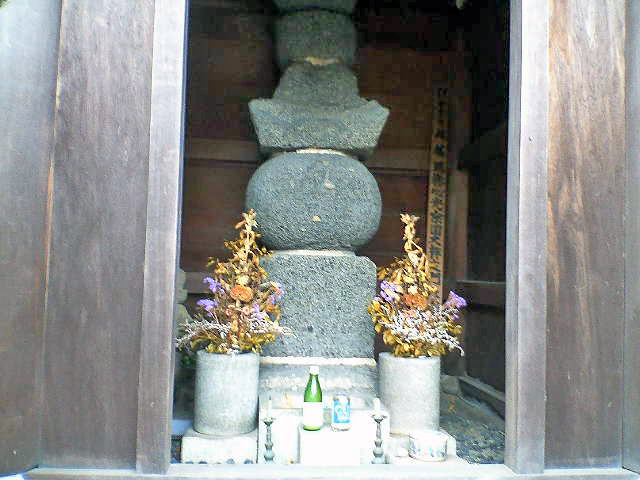
在姬路市妻鹿的黑田職隆之墓

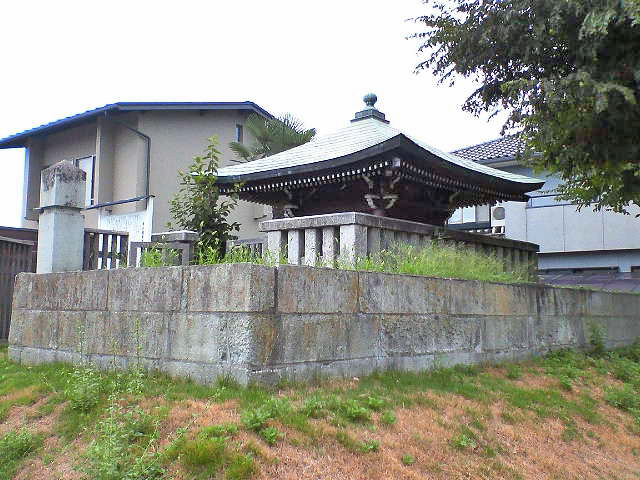
黑田職隆墓所全景

在天正13年（1585年）8月22日死去。享年62歲。第9代福岡藩藩主黑田齊隆一代時，姬路心光寺的僧人入譽上人發現墓所並向福岡藩黑田家報告，於是黑田家在新的玉垣周圍建造墓所（『寬政重修諸家譜』「黑田家系圖」）。墓所由當地人代代守護，被稱為「筑前先生」（ちくぜんさん）。現今成為姬路市指定文化財的史跡「黑田職隆廟所」。在福岡市的光雲神社的攝社堅盤神社中，作為四神之一柱而受供奉和祭祀。

## 外部連結
- 武家家伝＿黒田氏 （页面存档备份，存于）
- 姫路市｜黒田職隆廟所

## 登場作品
電視劇
- 『戰國疾風傳 二人之軍師 令秀吉獲得天下的男人們（日语：戦国疾風伝 二人の軍師 秀吉に天下を獲らせた男たち）』（東京電視台，2011年，演員：橋爪功）
- 『軍師官兵衛』（NHK大河劇，2014年，演員：柴田恭兵）